# Stefan Cybichowski

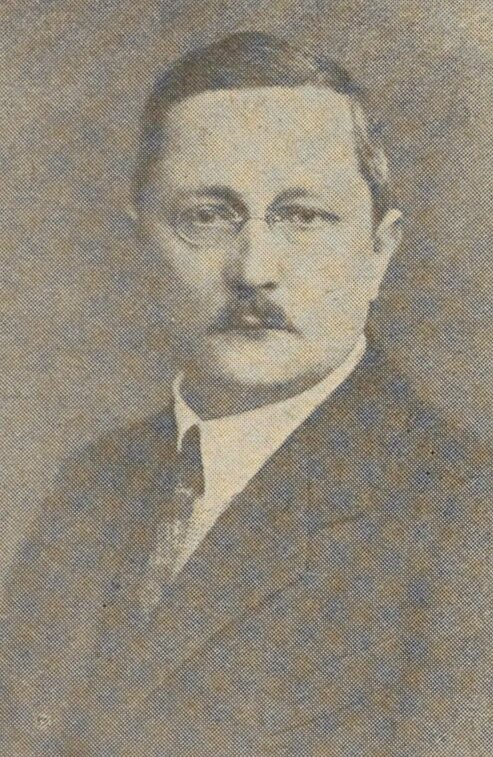
S. Cybichowski

Stefan Cybichowski (* 2. August 1881 in Posen; † 6. Januar 1940 ebenda) war ein polnischer Architekt. Sein symbolisches Grab befindet sich auf einem Posener Friedhof.

## Leben und Wirken

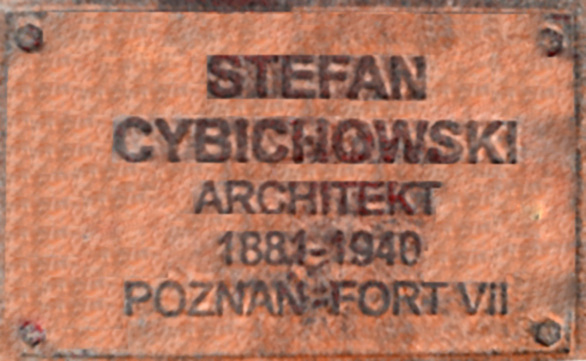
S. Cybichowski (Gedenktafel)

Stefan Cybichowski wurde als Sohn des Gymnasiallehrers für Philosophie und die polnische Sprache, Bronislaus Cybichowski, und Marta Bischoff geboren. Im April 1882 wurde er mit seiner Familie im Rahmen des Kulturkampfes nach Inowrocław umgesiedelt. Fünf Jahre später, im November 1887, erfolgte eine erneute Umsiedlung nach Münster. 1892 kehrte er nach Inowrocław zurück und beendete dort 1901 die Mittlere Schule. 
In Charlottenburg studierte er Architektur und erhielt 1905 sein Diplom. 
Von 1907 bis 1909 arbeitete er als Dozent in Berlin und wirkte u. a. an einem Projekt für eine neue Synagoge in Charlottenburg mit. Zurück in Polen eröffnete Cybichowski im Dezember 1910 sein eigenes Architekturbüro in Posen und beteiligte sich an einer Vielzahl baulicher Projekte. Ab 1912 war er Mitglied der Technischen Fakultät der Posener Gesellschaft der Freunde der Wissenschaften. Von 1918 bis 1939 konnte er sein Prestige als renommierter Architekt ausbauen und hatte Leitungspositionen in diversen staatlichen Einrichtungen inne.

## Familie
1912 heiratete Cybichowski Barbara Mieczkowska. Aus dieser Verbindung waren vier Kinder hervorgegangen: Helene (geb. 1913), Irene (geb. 1916), Stanislaus (geb. 1918) und Katharina (geb. 1925).

## Tod
Am 28. Oktober wurde Cybichowski als einer der am besten verdienenden und engagierten Architekten von der Gestapo festgenommen und im Fort VII in Posen inhaftiert. Drei Monate später, am 6. Januar 1940, erschoss man ihn dort. Cybichowskis Familie hatte keine Kenntnis über seinen Tod und wartete auch noch nach Kriegsende auf seine Wiederkehr.

## Werke

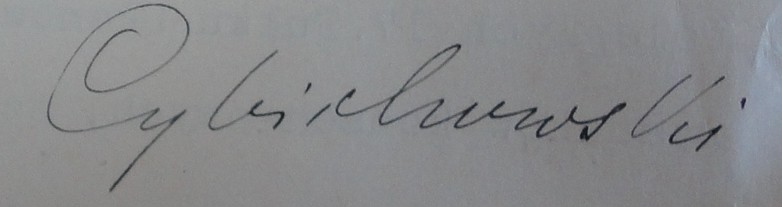
Cybichoskis Unterschrift

Stefan Cybichowski hat eine Vielzahl von Gebäuden in Posen und Großpolen gebaut, erweitert und geplant, u. a.:
- die Gärten von Posen
- die Posenmesse
- mehrere Schulen
- die Fabrik „Pebeco“ (heute: „Lechia“)
- mehr als 100 Sakralbauten/Klöster und Kirchen (Auszeichnung: „szambelan papieski“)